# Elie Antoine Octave Lignier
Élie Antoine 'Octave' Lignier (25 de febrero de 1855, Pougy - 19 de marzo de 1916, Caen) fue un botánico, paleobotánico, algólogo y briólogo francés. Fue titular de la cátedra de botánica de Caen, después de su fundación en 1889, y hasta su deceso, que se produjo a posteriori de la muerte en combate de su hijo
En 1887, defendió en París, su tesis Recherches sur l'Anatomie comparée des Calycanthées, des Mélastomacées et des Myrtacées (455 p.) Fue conocido por sus trabajos en filogenia con Pierre Bugnon.
En 1893, le encargó a Auguste Jean Baptiste Chevalier (1873-1956) de realizar el catálogo de las hierbas de la Universidad de Caen.

## Algunas publicaciones
- Algae and related subjects: - collected works. 1887

- Recherches Sur L'Anatomie Comparee Des Calycanthees, Des Melastomacees Et Des Myrtacees. 1887. Edición reimpresa de Kessinger Publishing, LLC, 496 pp. ISBN 116067518X 2010

- De la forme du système libéro-ligneux foliaire chez les phanérogames. Editor Impr. E. Adeline, 11 pp. 1888

- Recherches sur l'anatomie des organes végétatifs des lécythidées, des napoléonées et des barringtonniées: (lécythidacées). Edición reimpresa de O. Doin, 130 pp. 1890

- Mesozoic plants. Autores Octave Lignier, Hermann von Solms-Laubach, James Hutchinson Stirling, Hjalmar August Möller, Alfred Gabriel Nathorst, René Zeiller. 1900

- Vegetaux fossiles de Normandie. 1901

- Essai d'acclimatation à Caen de l'Eucalyptus urnigera Hook. f. V. 5 de Bulletin de la Société Linnéenne de Normandie. Editor Impr. E. Lanier, 151 pp. 1902

- Essai sur l'histoire du Jardin des Plantes de Caen, 1904. Reimpresa, editor Kessinger Publishing, LLC, 156 pp. ISBN 1166728102 2010

- Notes sur l'accroissement radial des troncs. V. 5 de Bulletin de la Société Linnéenne de Normandie. Editor Impr. E. Lanier, 44 pp. 1905

- Titres et travaux scientifiques de Octave Lignier, 120 pp. 1914